# Interactions champignons-insectes

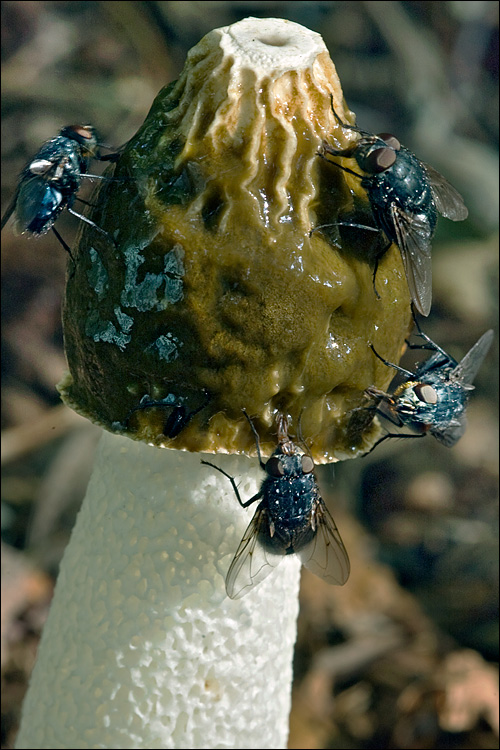
Mouches bleues de la viande attirées par l'odeur cadavérique d'un Satyre puant et assurant le déplacement de ses spores.

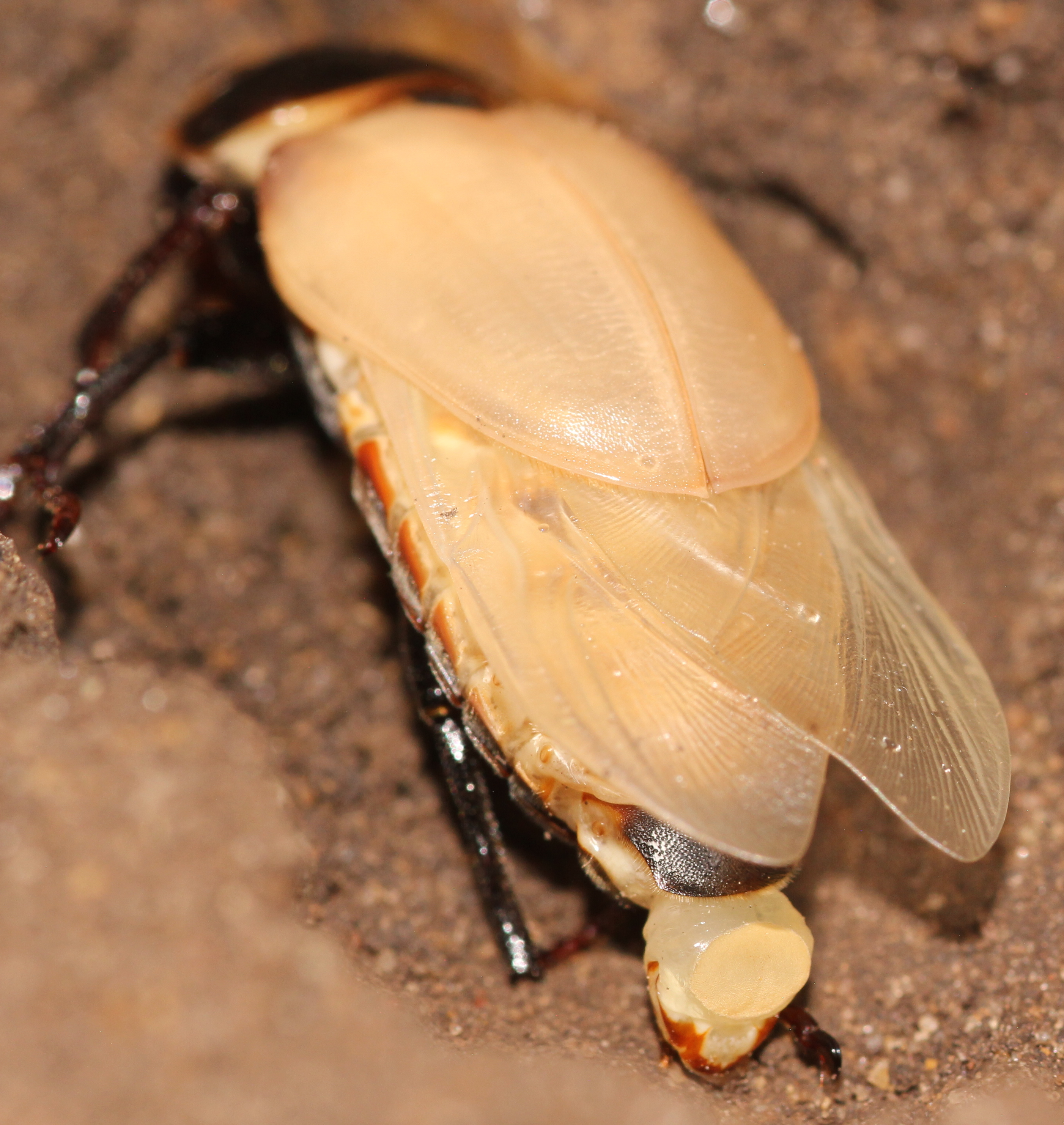
Mycangium d'une femelle Lucane cerf-volant rempli de spores permettant l'inoculation d'un champignon lignivore lors de sa ponte ; rendant ainsi la lignine plus digeste pour ses larves et dispersant ledit champignon.

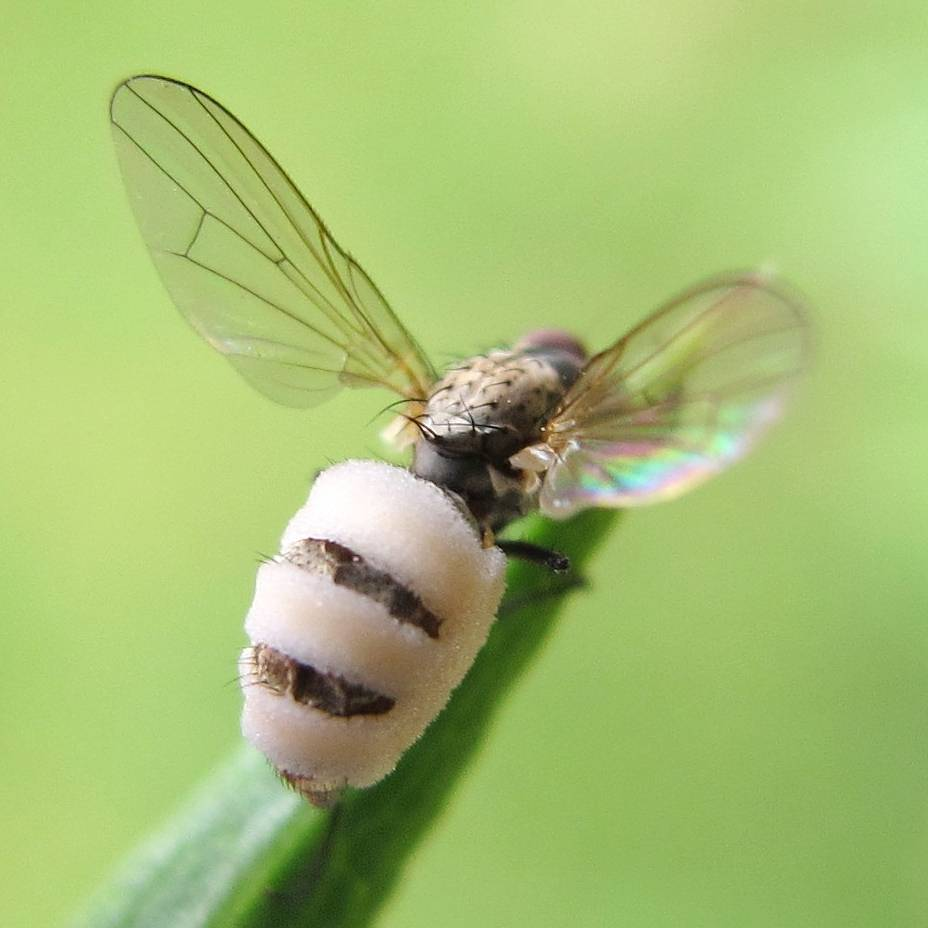
Maladie de la muscardine sur une Mouche domestique causée par le champignon entomopathogène Entomophthora muscae.

Plus de 70000 espèces de champignons et 800000 espèces d'insectes ont été décrites. Leur abondance et leur contact dans une variété d'habitats importante offrent à ces organismes de nombreuses possibilités d'interactions et de coévolution. Quatre modes de relations obligatoires ont été identifiées : la prédation, le parasitisme, le commensalisme et le mutualisme. Dans de nombreux cas concrets, les informations sont encore insuffisantes pour nommer clairement ces relations ; les interprétations des données peuvent varier ; et les relations entre les symbiotes ne sont pas forcément figées dans un mode particulier.
Malgré des différences morphologiques évidentes, les champignons et les insectes partagent une particularité chimique à la distribution autrement limitée dans le monde du vivant : la chitine. Ce polymère glucosaminique est un composant structurel important de la paroi cellulaire des champignons et de l'exosquelette des insectes. En outre, ils sont tous deux hétérotrophes, tirant leur alimentation d'autres organismes et leur reproduction se traduit généralement par un nombre extrêmement élevé d'individus relativement petits. Ces caractéristiques nutritionnelles et reproductives ont un grand impact sur leurs partenariats et antagonismes.

## Espèces concernées
Les champignons qui forment des associations obligatoires avec les insectes couvrent toute la gamme des Fungi à savoir les  Chytridiomycota, Zygomycota, Ascomycota, Basidiomycota et Deuteromycota. Les Oomycota, aujourd'hui exclus des champignons, sont également compris. À l'inverse, les insectes qui interagissent avec les champignons sont plus limités sur le plan taxonomique et la grande majorité se trouve dans deux ordres : les Coléoptères et les Diptères. Cependant, certains exemples d'interactions importantes concernent les fourmis, les termites, les lépidoptères, les guêpes et les cochenilles.

## Typologie
La mycophagie fait référence à un large éventail de modes nutritionnels adoptés par les insectes, dans lesquels les champignons sont sélectivement favorisés comme source de nourriture. En tant que ressource alimentaire pour les insectes, spécialement les larves, les champignons ressemblent aux plantes dans leur immobilité mais sont chimiquement très différents. Contrairement à la cellulose, à la pectine et à la lignine des plantes, les produits chimiques des champignons comprennent la chitine, les glucanes non cellulosiques et l'urée azotée, qui offrent des possibilités nutritionnelles riches aux fongivores. Afin de pallier la nature éphémère et imprévisible des sporophores, la polyphagie et la diapause sont des stratégies courantes chez ces insectes. Cette relation peut dans certains cas ne pas nuire au champignon ; dès lors, il ne s'agit plus de prédation mais de commensalisme. 
Inversement, de nombreux champignons utilisent les insectes comme source de nutriments, ce qui provoque souvent des maladies. Il existe environ 750 espèces de champignons entomopathogènes. Les plus nombreux et les plus importants comprennent les Entomophthorales et les Claviceptales, agents pathogènes obligatoires hautement spécialisés, et les Hyphomycètes, agents pathogènes facultatifs avec de larges gammes d'hôtes. Tous les ordres d'insectes sont concernés aux stades adulte et larvaire. L'infection repose principalement sur la pénétration du tégument de l'hôte. Les déchets des insectes peuvent également servir de nourriture de base à certains champignons, en particulier aux Trichomycètes qui se développent souvent dans l'intestin de l'hôte sans pour autant être pathogènes. Quant aux Laboulbeniales, ce sont des ectoparasites commensaux se nourrissant exclusivement de la cuticule des insectes.
Certaines des interactions les plus fortement coévolutives entre les champignons et les insectes sont observées chez les mutualistes. Les bénéfices pour l'insecte sont le plus souvent basés sur l'acquisition de carbone ou d'azote, mais peuvent impliquer d'autres nutriments ou des métabolites spécifiques. Les autres avantages sont la protection, soit mécanique, soit par la détoxication des composés nocifs des végétaux, la modification de l'habitat et l'aide dans la lutte contre un tiers. Les champignons, quant à eux, bénéficient de la dispersion des spores, de la récolte de nutriments ainsi que de la protection contre la concurrence et la prédation.